# Endetarm
Endetarmen (lat.: intestinum rectum eller bare rectum) er hos mennesker og de fleste højerestående dyr den sidste del af fordøjelseskanalen, som mellem balderne danner endetarmsåbningen (lat.: anus). Igennem denne åbning skiller kroppen sig af med ufordøjelige madrester og affaldsstoffer i form af afføring (lat.: fæces).
Hos mænd kan man 4 til 5 cm oppe i rectum mærke prostata, som til tider angives at være det mandlige G-punkt. Ved analsex indføres en penis, en påspændingsdildo eller andet sexlegetøj i rectum. I de sidste 20 cm af endetarmen er der normalt ikke afføring, hvilket gør denne type sex mulig.